# Africa Cup Sevens 2014
La Africa Cup Sevens de 2014 fue la tercera edición del principal torneo de rugby 7 masculino de África.

## Fase de grupos

### Grupo A
| Equipo     | Encuentros | Encuentros | Encuentros | Encuentros | Tantos  | Tantos    | Tantos     | Puntos |
| Equipo     | jugados    | ganados    | empatados  | perdidos   | a favor | en contra | diferencia | Puntos |
| ---------- | ---------- | ---------- | ---------- | ---------- | ------- | --------- | ---------- | ------ |
| Sudáfrica  | 5          | 5          | 0          | 0          | 175     | 0         | +175       | 15     |
| Túnez      | 5          | 4          | 0          | 1          | 65      | 62        | +3         | 13     |
| Madagascar | 5          | 2          | 0          | 3          | 89      | 90        | -1         | 9      |
| Senegal    | 5          | 2          | 0          | 3          | 67      | 103       | -36        | 9      |
| Zambia     | 5          | 2          | 0          | 3          | 50      | 115       | -65        | 9      |
| Botsuana   | 5          | 0          | 0          | 5          | 41      | 117       | -76        | 5      |

### Grupo B
| Equipo          | Encuentros | Encuentros | Encuentros | Encuentros | Tantos  | Tantos    | Tantos     | Puntos |
| Equipo          | jugados    | ganados    | empatados  | perdidos   | a favor | en contra | diferencia | Puntos |
| --------------- | ---------- | ---------- | ---------- | ---------- | ------- | --------- | ---------- | ------ |
| Kenia           | 5          | 4          | 0          | 1          | 130     | 53        | +77        | 13     |
| Zimbabue        | 5          | 4          | 0          | 1          | 129     | 57        | +72        | 13     |
| Namibia         | 5          | 3          | 0          | 2          | 134     | 49        | +85        | 11     |
| Uganda          | 5          | 3          | 0          | 2          | 111     | 74        | +37        | 11     |
| Nigeria         | 5          | 1          | 0          | 4          | 62      | 136       | -74        | 7      |
| Costa de Marfil | 5          | 0          | 0          | 5          | 7       | 214       | -207       | 5      |

## Fase Final

#### Copa de oro
|  | Semifinales | Semifinales | Semifinales |       |           | Copa         | Copa         | Copa         |  |
|  |             |             |             |       |           |              |              |              |  |
|  |             |             |             |       |           |              |              |              |  |
|  | Sudáfrica   | Sudáfrica   | 19          |       |           |              |              |              |  |
|  | Sudáfrica   | Sudáfrica   | 19          |       |           |              |              |              |  |
|  | Zimbabue    | Zimbabue    | 12          |       |           |              |              |              |  |
|  | Zimbabue    | Zimbabue    | 12          |       | Sudáfrica | Sudáfrica    | 38           |              |  |
|  |             |             |             |       | Sudáfrica | Sudáfrica    | 38           |              |  |
|  |             |             | Kenia       | Kenia | 5         |              |              |              |  |
|  | Túnez       | Túnez       | Kenia       | Kenia | 5         | 5            |              |              |  |
|  | Túnez       | Túnez       |             |       |           | 5            |              |              |  |
|  | Kenia       | Kenia       | 29          |       |           | Tercer lugar | Tercer lugar | Tercer lugar |  |
|  | Kenia       | Kenia       | 29          |       |           | Tercer lugar | Tercer lugar | Tercer lugar |  |
|  |             |             |             |       |           |              |              |              |  |
|  |             |             |             |       |           | Túnez        | Túnez        | 5            |  |
|  |             |             |             |       |           | Túnez        | Túnez        | 5            |  |
|  |             |             |             |       |           | Zimbabue     | Zimbabue     | 41           |  |
|  |             |             |             |       |           | Zimbabue     | Zimbabue     | 41           |  |
|  |             |             |             |       |           |              |              |              |  |

| Bandera de Sudáfrica |
| Campeón Sudáfrica    |
| Primer título        |